# Káraný
Káraný település Csehországban, a Kelet-prágai járásban. Káraný Čelákovice, Lázně Toušeň, Nový Vestec, Lysá nad Labem, Skorkov és Sojovice településekkel határos. Lakosainak száma 823 fő (2024. január 1.).

## Népesség
A település lakosságának változását az alábbi diagram mutatja:
| Lakosok száma | 110  | 116  | 211  | 460  | 513  | 452  | 769  | 774  | 779  | 823  |
|               | 1869 | 1890 | 1921 | 1950 | 1980 | 2001 | 2017 | 2019 | 2022 | 2024 |